# Bundesobligation (Deutschland)
Bundesobligationen (Bobls) sind Schuldverschreibungen und damit verzinsliche Wertpapiere, die von der Bundesrepublik Deutschland über die Bundesrepublik Deutschland – Finanzagentur GmbH als Staatsanleihen herausgegeben werden. Neben der kurzfristigen Kreditaufnahme bei Banken sind Bundesobligationen und andere Bundeswertpapiere ein Mittel der Kreditfinanzierung von Staatsausgaben.
Bundesobligationen werden seit 1979 emittiert. Sie sind mit einem festen Nominalzins (Kupon) ausgestattet, der jährlich gezahlt wird, und haben im Gegensatz zu den länger laufenden Bundesanleihen nur eine Laufzeit von fünf Jahren.

## Emissionsverfahren und Handel
Die Emission (Begebung) von Bundesobligationen erfolgt immer im Rahmen einer Auktion („Tenderverfahren“), an die sich die Einführung in den Börsenhandel anschließt. In der Auktion sind nur Kreditinstitute aus der sogenannten Bietergruppe Bundesemissionen berechtigt, Bundesobligationen zu erwerben. Andere Kreditinstitute, professionelle und private Anleger können Banken der Bietergruppe mit der Abgabe von Geboten beauftragen oder Bundesobligationen nach ihrer Emission selbst an der Börse erwerben. Da Kauf und Verkauf stets zum aktuellen Börsenkurs erfolgen, lassen sich mit Bundesobligationen neben den jährlich sicheren Zinserträgen auch Kursgewinne bzw. -verluste erzielen.
Neue Bundesobligationen werden in fortlaufend nummerierten Serien begeben und können so einfacher voneinander unterschieden werden. Die Seriennummer war bis 2022 Bestandteil ihrer Wertpapierkennnummer, die stets mit 114xxx begann, wobei xxx für die Seriennummer stand (Beispiel: die letzte Serie 186 mit übereinstimmender WKN hatte die WKN 114186). Technisch werden Bundesobligationen durch Eintragung in das Bundesschuldbuch als Wertrechte handelbar, wobei der Anleger gemäß § 6 Abs. 1 DepG einen Miteigentumsanteil am Wertpapiersammelbestand erhält.
Einer Neuemission mit einem Volumen von bspw. 4 Mrd. Euro folgen in den darauffolgenden Monaten so genannte Aufstockungen derselben Serie (derselben Wertpapierkennnummer) in ähnlicher oder geringerer Höhe. 2023 folgen den beiden Neuemissionen mit 4 Mrd. € jeweils 5 Aufstockungen mit je 4 Mrd. Euro, so dass eine Bundesobligation (Serie) letztlich ein Volumen von 24 Mrd. Euro erreichen kann. Neue Bundesobligationen (Serien) wurden in den Jahren 2010 bis 2014 dreimal pro Jahr emittiert, seit 2015 erfolgen lediglich zwei Neuemissionen jährlich – dafür aber mehr Aufstockungen.

## Bedeutung
Bundesobligationen dienen der mittelfristigen Liquiditätsversorgung des Bundes. Für den Bund sind sie ein wichtiges Finanzierungsinstrument. Am gesamten Bundeswertpapier-Handelsvolumen machte ihr Anteil im Jahr 2023 rund 21 % aus, nach 18 % im Jahr 2022. Das absolute Niveau der Handelsumsätze verdoppelte sich von rund 700 Mrd. Euro im Jahr 2020 auf fast 1.400 Mrd. Euro im Jahr 2023. Ende 2023 waren Bundesobligationen mit einem Gesamtvolumen von rund 250 Mrd. Euro im Umlauf. Ihr Anteil am Volumen aller Bundeswertpapiere betrug 13 %.
Bundesobligationen zählen, wie alle Bundeswertpapiere, zu den „mündelsicheren Wertpapieren“. Ihre Stückelung, also die kleinste handelbare Menge beträgt 0,01 Euro.
Mit ihrer Laufzeit von 5 Jahren sind sie für professionelle Investoren ideal zur Erfüllung von Börsentermingeschäften, der Belieferung des so genannten Bobl-Future an der Eurex geeignet.